# Haplogroupe S
En génétique humaine, l'Haplogroupe S (M230, P202, P204) est un haplogroupe de l'ADN du chromosome Y humain. De  2002 à 2008, il fut connu comme l'haplogroupe K5.

## Distribution
L'haplogroupe S est  communément trouvé parmi les populations des hautes terres de Papouasie-Nouvelle-Guinée. On le trouve aussi avec des fréquences plus basses dans des régions adjacentes d'Indonésie et de Mélanésie.
Une étude a spécifiquement trouvé l'haplogroupe S-M230 dans 52 % (16/31) d'un  échantillon des hautes terres de Papouasie-Nouvelle-Guinée , 21 % (7/34) dans les  îles des  Moluques, 16 % (5/31) sur les côtes de Papouasie-Nouvelle-Guinée, 12,5 % (2/16) chez les Tolai de Nouvelle-Bretagne, 10 % (3/31) aux Nusa Tenggara, et 2 % (2/89) sur les côtes et les basses terres de Nouvelle-Guinée occidentale,.

## Subclades

### Tree
Cet arbre phylogénétique des subclades de l'haplogroupe S est basé sur l'arbre YCC 2008 et les recherches publiées s'y rapportant. 
- MNOPS
  - S (M230, P202, P204)
    - S1 (M254)
      - S1a (P57)
      - S1b (P61)
      - S1c (P83)
      - S1d (M226) Trouvé avec une fréquence basse dans les Îles de l'Amirauté  et le long des côtes de Papouasie-Nouvelle-Guinée[6]